# リコンファーム
リコンファーム（英語: reconfirmation）とは、航空便や宿泊施設などにおいて搭乗・宿泊予約の再確認を行うことをいう。

## 航空便
航空便の場合は、旅客が、長時間の途中降機以降の便に確実に搭乗する意思があることを航空会社に伝える手続きのことを指す。
通常国際線旅客便の利用に当たって、途中降機（ストップオーバー・単純往復の場合も含む）が72時間以上に及ぶ場合、利用航空会社の営業所に氏名、搭乗日、便名を伝えて行う。場合によっては航空券番号や滞在地（ホテル名、住所）の電話番号等を伝える。
電話で可能であるが、英語や現地語に不安がある場合は、直接現地の空港にある当該航空会社のカウンターや、市内にある当該航空会社の営業所・発券オフィスなどを訪れて、航空券を提示して行う方法もある。航空券を扱っている旅行会社などの代理店では、通常は不可能である。なお、宿泊したホテルで、フロントの係員に頼んで電話をしてもらう方法もよく使われるが、チップが必要となる。
リコンファームは、航空会社が長らく旅客に対して義務付けてきた手続きで、とりわけ繁忙期はリコンファームをしないと、予約がキャンセル扱いとされる場合がある。リコンファームによる搭乗意思の確認が、機内食の準備などにおいて航空会社の営業において有利であったという事情や、オーバーブッキングを事前に確認できること、キャンセル待ち予約者に、航空券を数日前には発行できるという利点も指摘される。さらに、フライトスケジュールの変更があった場合に予約者からのリコンファームがあると、その際に予約者に変更事項を伝えることができる利点もある。
しかし、最近ではこれを不要とする航空会社が増加している。リコンファームの手続に費やす航空会社（予約業務担当者）の手間が、無視し得ぬほど大きいと判明したことや、情報技術の発達や電子航空券による予約精度の向上により、オーバーブッキングが減少したこと、通信手段の発達により、搭乗不可能となった旅客からの連絡が入りやすくなったことがその一因である。日本航空および全日本空輸では、リコンファームは不要である。
ただ、フライトスケジュールの変更があった場合、予約者への連絡が困難となるため、予約時に現地滞在場所が確定している予約者だけに、リコンファームを免除する航空会社もある。現地の宿泊場所が未定の旅行者は、予約の際には（実際に宿泊するとは限らない）有名ホテル名を伝えて、リコンファームの義務を逃れることが広く行われているが、その際には飛行計画の変更有無の確認を、自己の責任において行う必要がある。

## 宿泊施設
ホテルなどの宿泊施設では、宿泊施設側が自らの事情により、予約内容の変更や、予約自体のキャンセルを行う場合がある。オーバーブッキングに由来する場合、申告したチェックイン予定時刻を過ぎた場合など、その背景は様々であるが、宿泊施設側による予約取り消しを宿泊予定者が撤回させることは事実上困難であり、宿泊予約者が、こうした事態の発生を事前に防止するため、リコンファームを行う場合がある。
ただし、リコンファームが有効か否かは、個々の宿泊施設によっても異なり、リコンファームを行うことで宿泊を確約できるとは言えない。宿泊日近くに、リコンファームを求める電子メールを予約者に送るホテルもあれば、宿泊当日まで、予約者によるリコンファームの連絡を一切相手にしない宿泊施設も多数あり、扱いがまちまちである。